# Fabrieksnederzetting

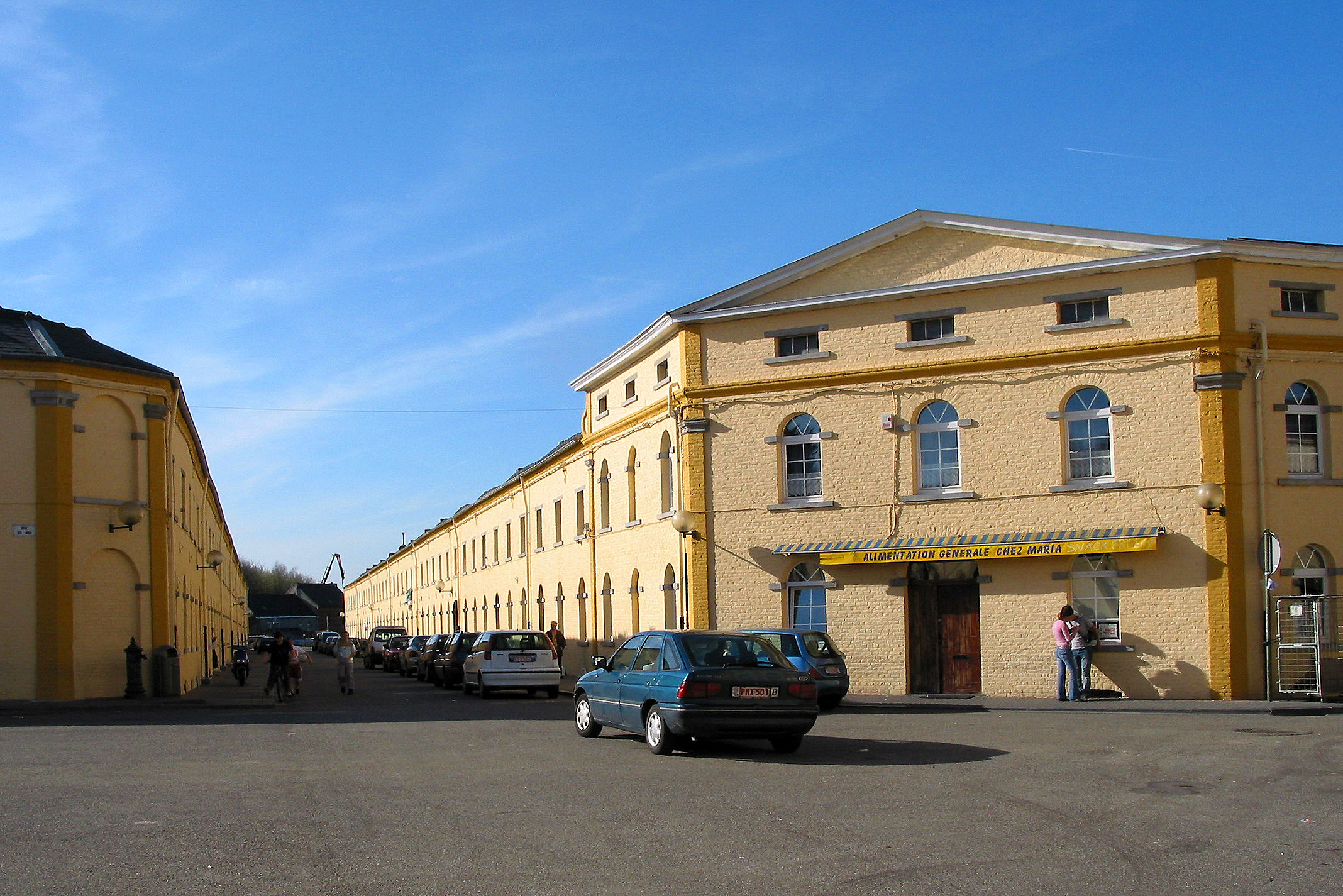
Bois-du-Luc

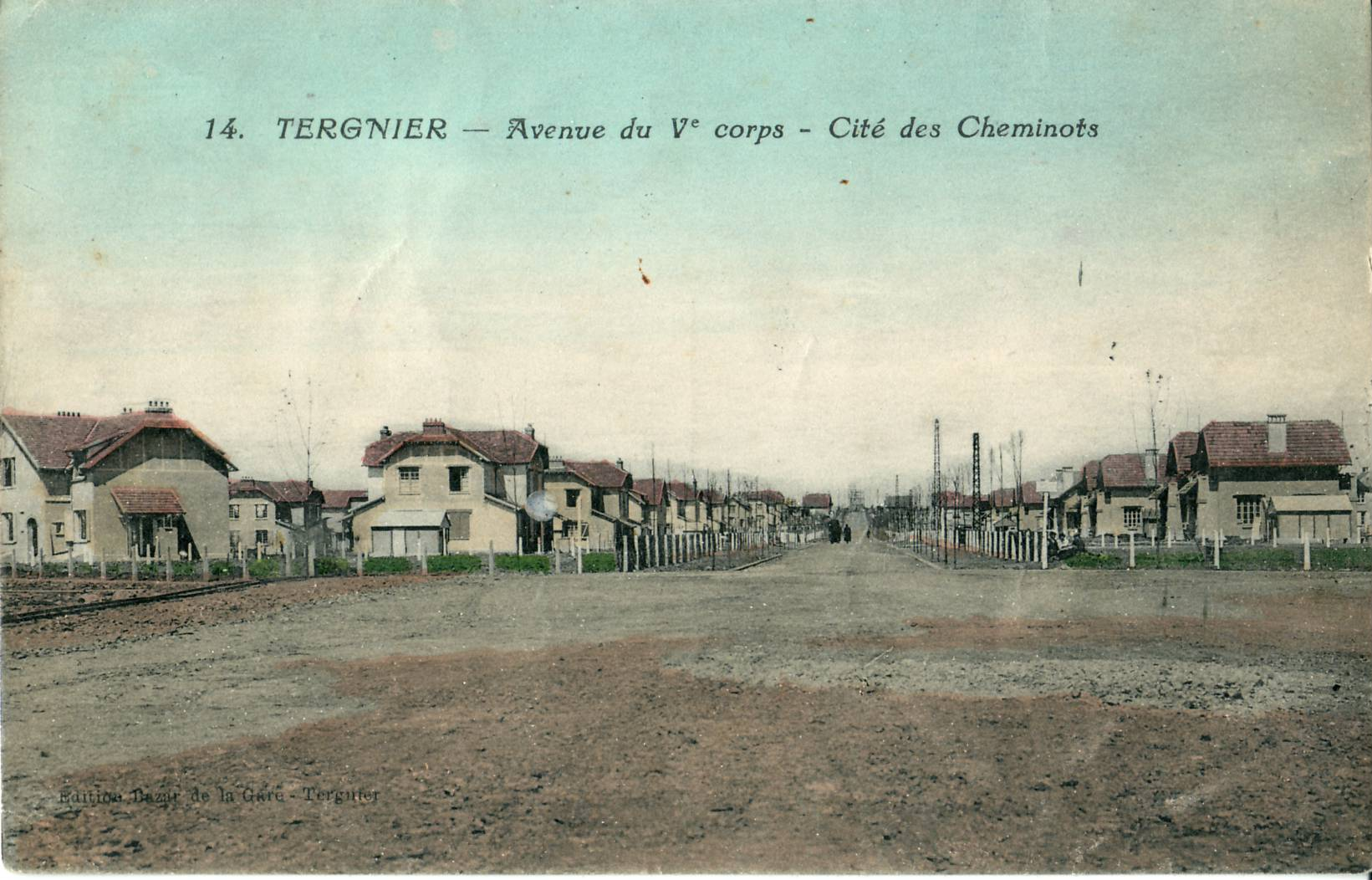
Fabrieksnederzetting te Tergnier

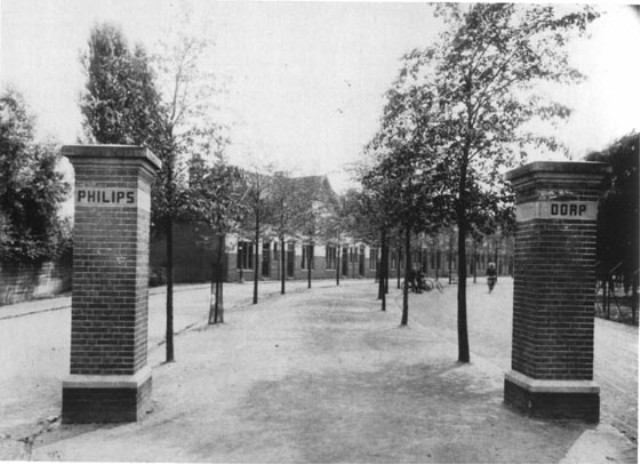
Philipsdorp te Eindhoven

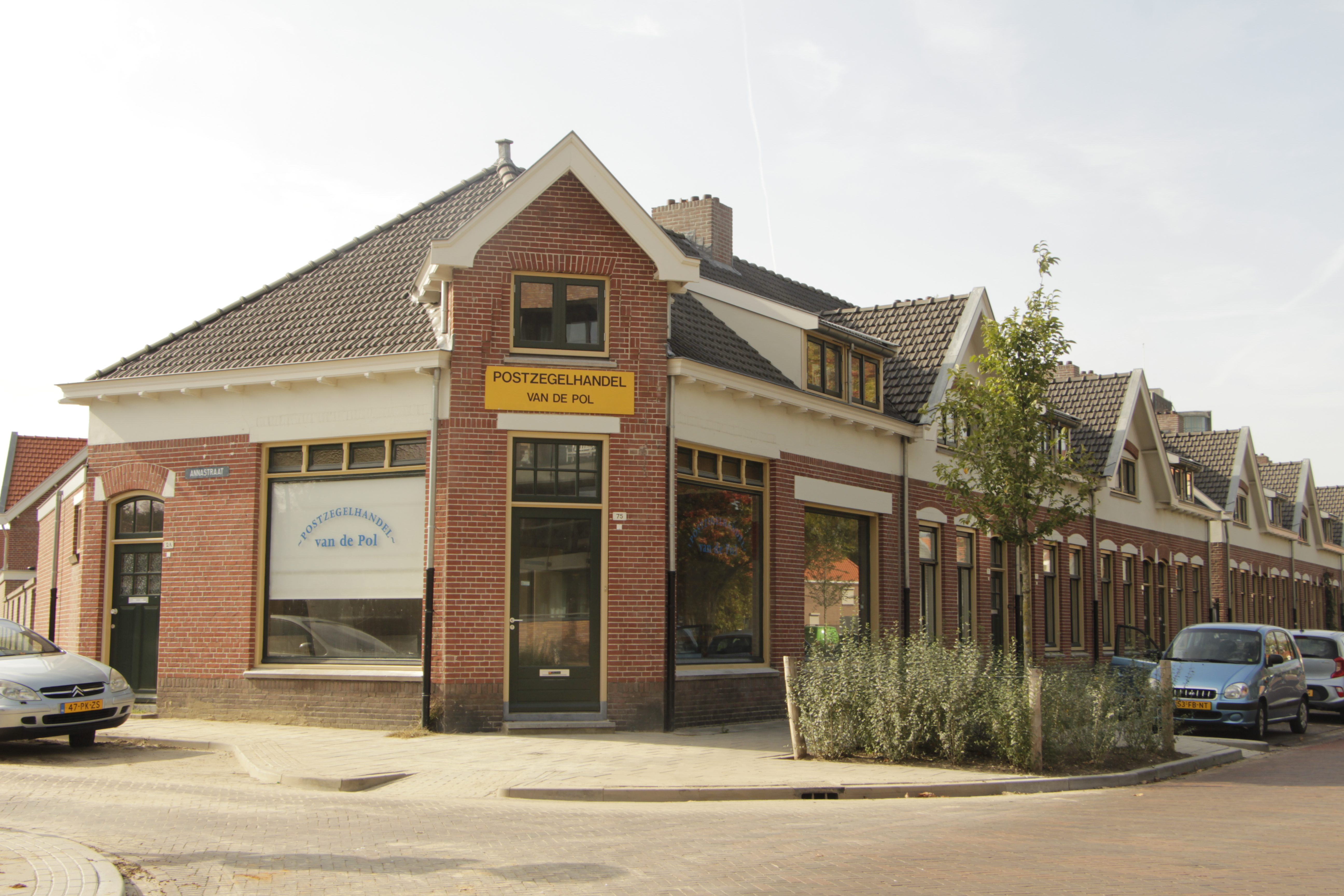
Frederiklaan, Philipsdorp - Eindhoven - 2017

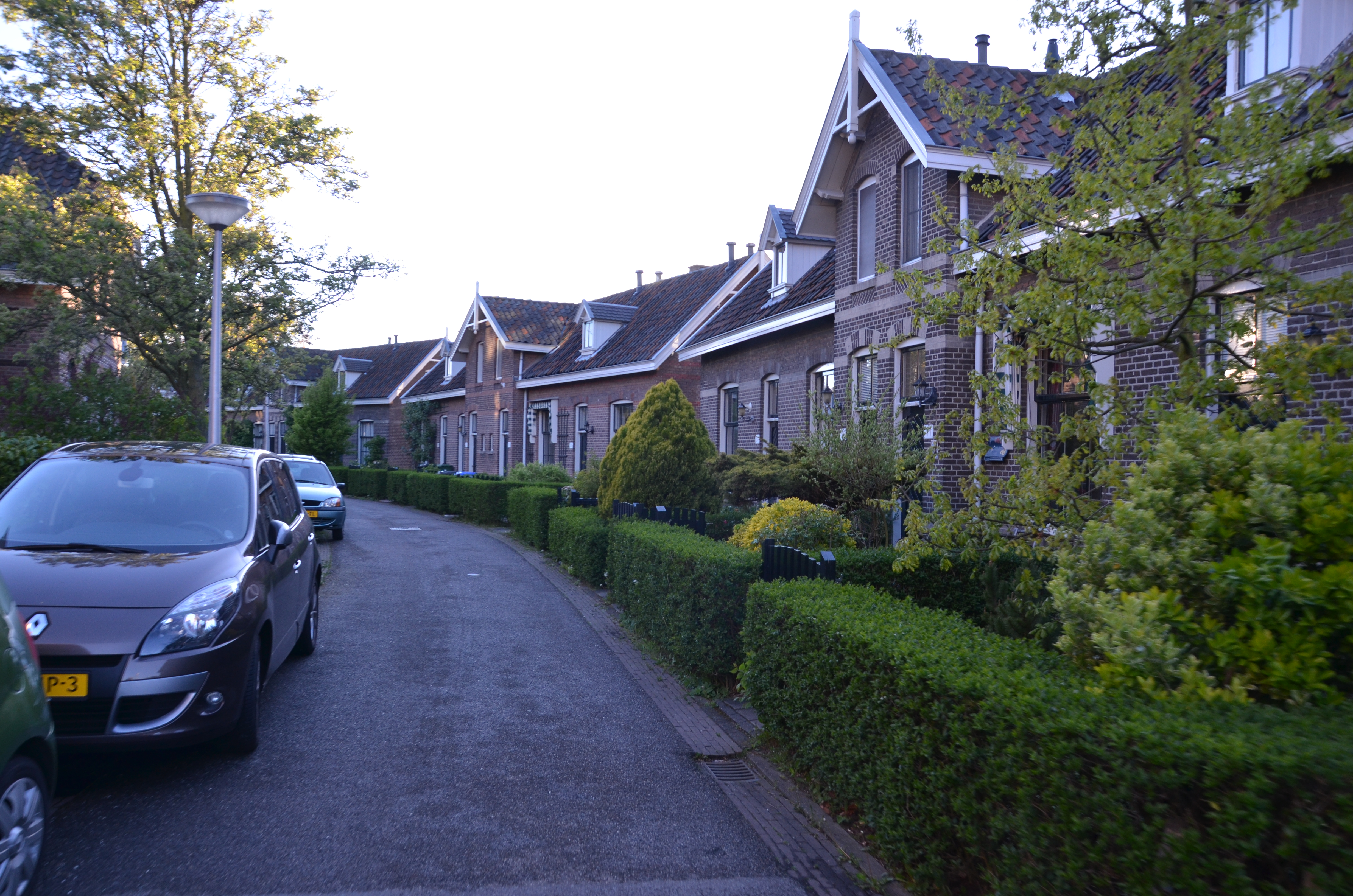
Agnetapark - Delft - 2015

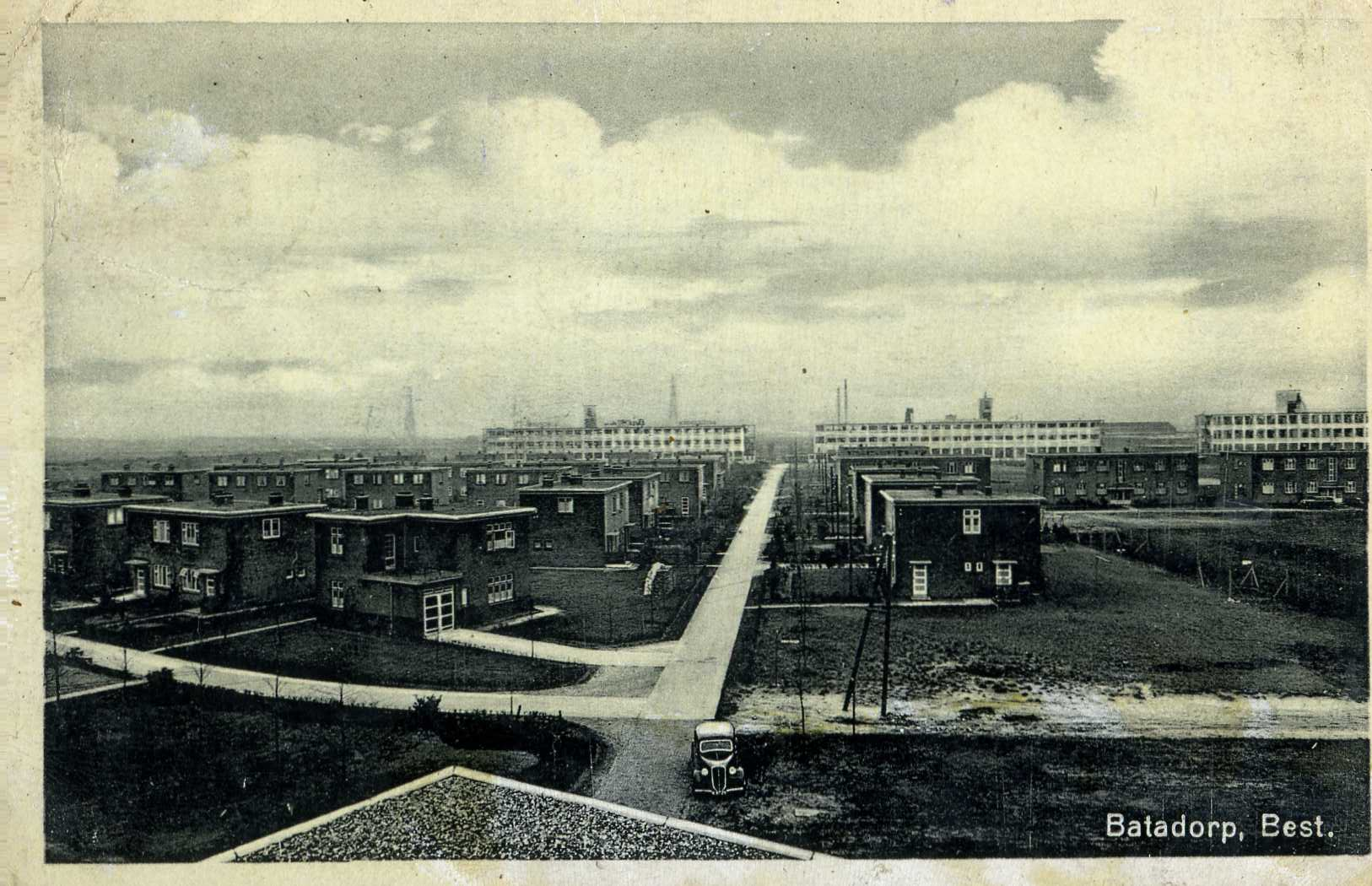
Batadorp - Best - 1939

Een fabrieksnederzetting,  fabrieksdorp of bedrijfsdorp is een woonwijk of woonplaats die speciaal door of in opdracht van een bedrijf is gebouwd ter huisvesting van het personeel, veelal vlak bij de fabriek of bedrijfslocatie. Naast arbeiderswoningen hebben of hadden veel fabrieksdorpen ook woningen voor hogere employés van het bedrijf en voorzieningen zoals winkels, een ontspanningsgebouw, sportvelden en dergelijke, die eveneens aan het bedrijf verbonden waren (soms met gedwongen winkelnering). Sommige fabrieksnederzettingen waar de fabriek inmiddels gesloten is, gelden tegenwoordig als cultureel erfgoed.
Ook fabrieksnederzettingen die van het begin af een woonwijk in een grotere plaats vormden (dus geen afgelegen nederzetting), dragen soms '-dorp' in de naam, zoals Batadorp. Vooral voor mijnwerkersdorpen en -wijken (waarbij het bedrijf in kwestie een mijn is) worden in België en Nederland ook andere termen gebruikt: cité (een verkorting van cité ouvrière) in België en kolonie in Nederland. Beide woorden hebben ook andere betekenissen.

## Geschiedenis
De ontwikkeling ontstond in Engeland tijdens de industriële revolutie in de fabriekssteden door het bouwen van cottagedorpen en in Mulhouse in Frankrijk ontstond een van de eerste fabrieksdorpen op het vasteland van Europa. De bedoeling was dat de arbeiders, zoals destijds de werknemers werden genoemd, dicht bij de fabriek werden gehuisvest, en hen tevredenheid door goede woningen, scholing en ontspanning te bieden.
Reeds in de 2e helft van de 18e eeuw werden door sommige ondernemingen, die – onder invloed van verlichtingsidealen – een utopisch soort socialisme nastreefden, monumentale gebouwen ontworpen waarin de arbeiders gehuisvest waren. Een bekend voorbeeld daarvan is de Phalanstère van Charles Fourier. Keerzijde was dat de arbeiders vrijwel volledig afhankelijk waren van de fabriek.
Ook in het begin van de 19e eeuw verrezen dit soort projecten. De Grand-Hornu, gebouwd vanaf 1816, is een nog bestaand voorbeeld in Henegouwen van een monumentaal bouwwerk dat werd opgericht om de mijnwerkers van een steenkoolmijn te huisvesten.
Later is men van monumentale bouwwerken overgegaan op het planmatig opzetten van woonwijken of complete dorpen, vaak met allerlei voorzieningen, waarin de arbeiders gehuisvest waren. Deze wijken lagen vlak bij de fabriek, en bestonden uit relatief goede woningen en voorzieningen. Vaak betrof het tuinwijken. Tal van (fabrieks)verenigingen stimuleerden het gemeenschapsgevoel. Nadeel was de soms verregaande afhankelijkheid van de – gewoonlijk paternalistische – werkgever. Men moet bedenken dat vele fabrieken en mijnen ver van de bewoonde wereld lagen en vele arbeiders nodig hadden die vaak van ver werden aangetrokken.
Verschillen in rang en stand waren gewoonlijk ook zichtbaar. Vooral de in de 19e eeuw gebouwde nederzettingen kenden vaak enkele zeer fraaie villa's voor de eigenaren en de hoogste functionarissen der fabriek.

### Nederland
In Nederland werd op kleine schaal personeel vlak bij de fabriek gehuisvest. Meestal betrof het een alleen een paar straten met woningen, zoals bij de Koninklijke Stoomweverij van gebroeders G. en H. Salomonson in Nijverdal. In Maastricht woonden de duizenden arbeiders van de Sphinx-fabrieken voornamelijk in het bestaande Boschstraatkwartier, waar in 1864 de Cité Ouvrière tot stand kwam. Iets ten noorden hiervan verrees in 1879-81 het Quartier Amélie. In Den Haag werd in 1873 het Rode Dorp gebouwd voor de fabrieksarbeiders van de nabijgelegen ijzergieterijen Prins van Oranje en Enthoven.
De sociale toestand onder fabrieksarbeiders gaf eind 19e eeuw bij sommige directies van fabrieken aanleiding om een meer sociaal beleid te gaan voeren. Dit kwam tot uiting in de bouw van fabrieksdorpen (de gangbare aanduiding voor zulke nederzettingen of wijken in Nederland), vaak in de vorm van een tuindorp. Meestal werd daartoe een goedkoop stuk grond door de directie aangekocht, soms afgelegen van andere woonkernen. Daarop verrezen dan zowel de fabriek als de omliggende woningen. Het eerste op sociale basis in 1882 gestichte fabrieksdorp was het Agnetapark in Delft, gebouwd in opdracht van Jacques van Marken voor zijn personeel en ontworpen door Jan David Zocher.
Fabrieksdorpen zijn tot ver in de 20e eeuw gebouwd in grote variatie. Voorbeelden zijn:
| Plaatsnaam                                                                                                 | Gemeente             | Bedrijf                                                                 | Gebouwd                |
| --- | -------------------- | ----------------------------------------------------------------------- | ---------------------- |
| Nijverdal                                                                                                  | Hellendoorn          | Koninklijke Stoomweverij (KSW)                                          | 1852                   |
| Tuindorp 't Lansink                                                                                        | Hengelo              | Machinefabriek Stork                                                    | 1922                   |
| Vinkenhof                                                                                                  | Tiel                 | Metaalwarenfabriek Daalderop                                            | 1921                   |
| Rooie Buurt                                                                                                | Vlissingen           | Scheepswerf N.V. Koninklijke Maatschappij De Schelde                    | 1912                   |
| Voormalige mijnwerkerskoloniën Schuttersveld, Oude Egge, Treebeek-Haansberg, de Rozengaard en de Langeberg | Brunssum             | Staatsmijnen                                                            | 1910-1930              |
| Het Rode Dorp (Den Haag)                                                                                   | Den Haag             | IJzergieterijen De Prins van Oranje, en J.L. Enthoven en E.B.L. Maritz  | 1873                   |
| Vredestein (buurtschap)                                                                                    | Loosduinen           | Vredestein Bandenfabriek                                                | 1910                   |
| Agodorp | Vlagtwedde           | n.v. AGO, Maatschappij voor het drogen, veredelen en verwerken van hout | 1921                   |
| Heveadorp                                                                                                  | Renkum               | Vereenigde Nederlandsche Rubberfabrieken Hevea N.V.                     | 1916                   |
| Batadorp                                                                                                   | Best                 | Bata                                                                    | 1934                   |
| Philipsdorp                                                                                                | Eindhoven            | Koninklijke Philips                                                     | 1910-23                |
| Budel-Dorplein                                                                                             | Cranendonck          | Kempensche Zinkmaatschappij (KZM)                                       | 1892                   |
| Beersdal                                                                                                   | Heerlen              | Oranje-Nassau I-mijn                                                    | 1910-13, 1918          |
| Leenhof I, II, III en IV                                                                                   | Heerlen & Schaesberg | Oranje-Nassau II-mijn                                                   | 1905-06, 1909, 1913-18 |
| Maria Christinawijk                                                                                        | Heerlen              | Oranje-Nassau IV-mijn                                                   | 1941-47                |
| Lauradorp                                                                                                  | Waubach              | Laura en Vereeniging                                                    | 1926-31                |
| Hopel | Eygelshoven          | Laura en Vereeniging                                                    | 1906                   |
| Agnetapark                                                                                                 | Delft                | Koninklijke Nederlandsche Gist- en Spiritusfabriek                      | 1882                   |
| Heijplaat                                                                                                  | Rotterdam (Charlois) | Rotterdamsche Droogdok Maatschappij                                     | 1914-1923              |
| Radio Kootwijk                                                                                             | Apeldoorn            | Radio Kootwijk                                                          | 1918-1922              |
| Helenaveen                                                                                                 | Deurne               | Maatschappij Helenaveen (Turf)                                          | 1853                   |
| Griendtsveen                                                                                               | Horst aan de Maas    | Griendtsveen Turfstrooisel Maatschappij                                 | 1899                   |

## België
In België, waar de industrialisatie veel eerder doorzette, werden talrijke cités gebouwd in de Borinage. Tot de oudste daar behoren:
| Plaatsnaam  | (Deel)gemeente   | Bedrijf                                       | Gebouwd   |
| ----------- | ---------------- | --------------------------------------------- | --------- |
| Grand-Hornu | Hornu            | Steenkolenmijn Grand-Hornu van Henri De Gorge | 1813      |
| Bois-du-Luc | Houdeng-Aimeries | Steenkolenmijn Bois-du-Luc                    | 1838-1853 |

Ook de Kempense mijnen kenden fabrieksnederzettingen, zoals:
| Plaatsnaam     | (Deel)gemeente | Bedrijf                     | Gebouwd    |
| -------------- | -------------- | --------------------------- | ---------- |
| Cité Cockerill | Zwartberg      | Steenkoolmijn van Zwartberg | 1912       |
| Beringen-Mijn  | Beringen       | Steenkoolmijn van Beringen  | vanaf 1908 |